# Олесь Ґерета
О́лесь Ґере́та (справжнє ім'я — Олександр-Петро; 22 червня 1902, містечко Козова, нині Тернопільського району Тернопільської області — 1 травня 1974, Тернопіль) — український священник, педагог, поет і композитор. Батько Ігоря Ґерети.

## Життєпис
Олесь Ґерета народився 22 червня 1902 року в містечку Козова (Бережанський повіт, Королівство Галичини та Володимирії, Австро-Угорщина, нині Тернопільського району Тернопільської області, Україна) в багатодітній родині бондаря Теодора Ґерети. Від 1904 року разом з батьками проживав у Бережанах.
Ґімназистом, навчаючись Бережанській гімназії (1912—1914, 1917—1919 роки), вступив до Української Галицької Армії 1919 року. Разом з УГА перейшов за Збруч, де захворів на тиф.
Після повернення на Тернопільщину 1921 року закінчив учительську семінарію, 1923-го — класичну Академічну гімназію. У 1924—1925 роках навчався на медичному факультеті Українського таємного університету, закінчив Торгову академію у Львові. У 1928—1933 роках навчався і закінчив Львівську богословську академію, а після висвячення працював священиком та катехитом (вчителем релігії) у Скоморохах і Великій Березовиці Тернопільського району. При церквах у Скоморохах і Великій Березовиці заснував хори; був їх диригентом, разом з ними посів друге місце на всегалицькому огляді у Львові 1943 року. У 1944—1946 — також парох церкви Непорочного Зачаття Пречистої Діви Марії в Буцневі. У 1958—1961 роках — настоятель церкви Успення Пресвятої Богородиці (Тернопіль, при церкві заснував хор, диригентом якого був Є. Ґерета), після її закриття і руйнації радянською владою — другий священник церкви Різдва Христового (Середньої) в Тернополі (до 1963). У 1968—1974 роках — парох новоствореної парафії в селі Курівці, як покарання за «уніатство та українство».

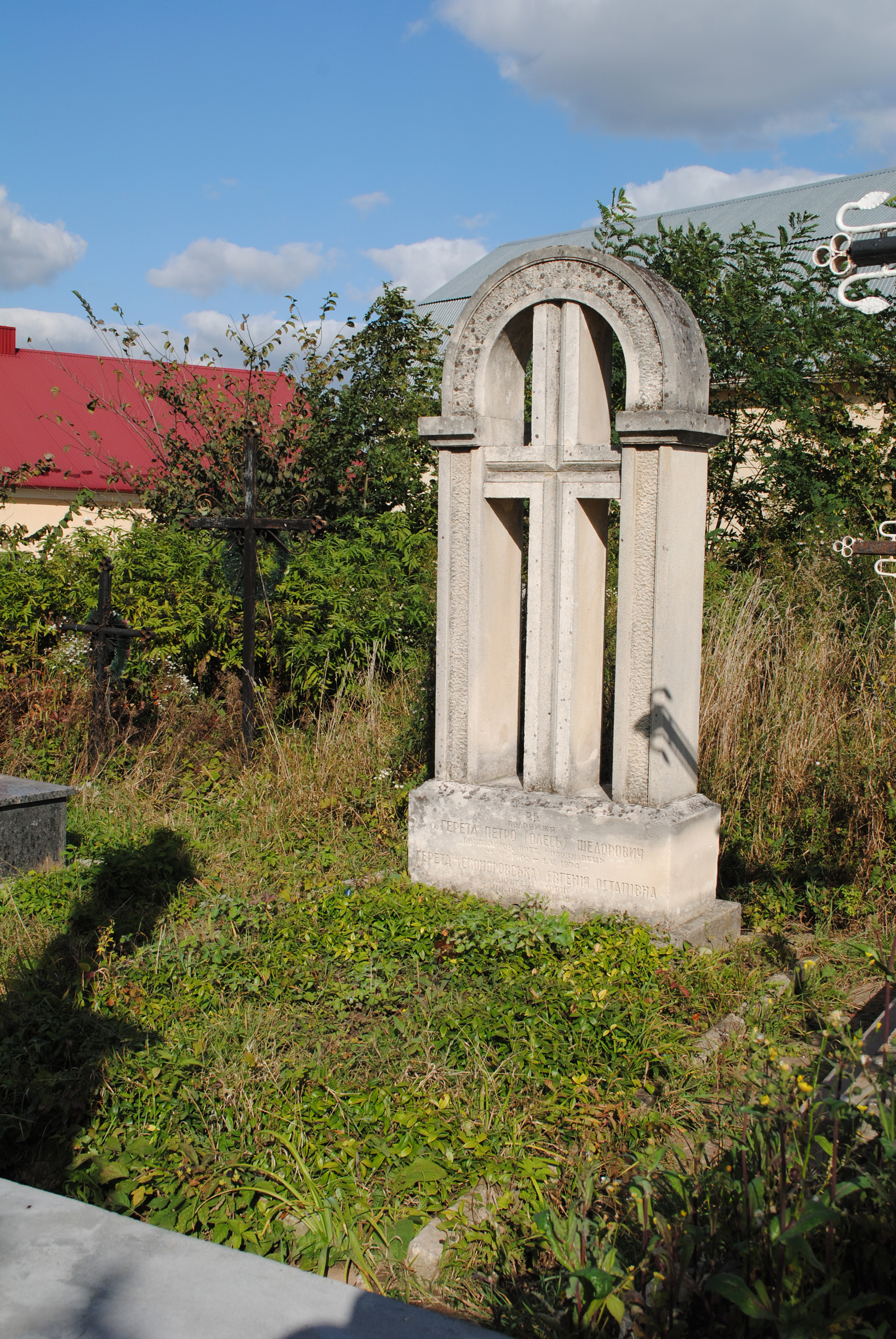
Могила Олеся Ґерети у Великій Березовиці

Помер 1 травня 1974 року в Тернополі. Похований у Великій Березовиці.

## Творчість
Мав багатогранні здібності: компонував музику, зокрема, церковну, писав вірші, перекладав твори Юліуша Словацького, здійснював мовознавчі розвідки.
У поетичній творчості переважали вірші для дітей, тому найбільше публікацій було поміщено в дитячому часописі «Наш приятель» (1929—1937), у якому з'являлися також окремі пісні Олеся Ґерети.
Вірші друкував у часописі «Америка» (Філадельфія), «Жіночій долі», «Месіонері», «Подільському слові», «Тернопільщині літературній».
Автор збірок віршів: «Воскресні звуки» та інших..